# Ittigen
Ittigen là một đô thị ở huyện Berne tại bang Berne ở Thụy Sĩ. Đô thị này có diện tích 4,2 km², dân số tháng 12 năm 2020 là 11430 người.
Ngôn ngữ chính ở đây là tiếng Đức. Đô thị này được lập năm 1983 khi đô thị này và Ostermundigen đã được tách ra từ lãnh thổ từng thuộc Bolligen.